# Korpilompolojärvi
Korpilompolojärvi är en sjö i Pajala kommun i Norrbotten och ingår i Kalixälvens huvudavrinningsområde. Sjön har en area på 0,424 kvadratkilometer och ligger 157,6 meter över havet. Sjön avvattnas av vattendraget Teurajoki (Jierijoki).

## Delavrinningsområde
Korpilompolojärvi ingår i det delavrinningsområde (743533-181823) som SMHI kallar för Utloppet av Korpilompolojärvi. Medelhöjden är 177 meter över havet och ytan är 21,24 kvadratkilometer. Räknas de 8 avrinningsområdena uppströms in blir den ackumulerade arean 253,22 kvadratkilometer. Teurajoki (Jierijoki) som avvattnar avrinningsområdet har biflödesordning 2, vilket innebär att vattnet flödar genom totalt 2 vattendrag innan det når havet efter 164 kilometer. Avrinningsområdet består mestadels av skog (45 procent) och sankmarker (42 procent). Avrinningsområdet har 0,55 kvadratkilometer vattenytor vilket ger det en sjöprocent på 2,6 procent. Bebyggelsen i området täcker en yta av 0,62 kvadratkilometer eller 3 procent av avrinningsområdet.